# Jak–18
A Jak–18 (NATO-kódja: Max) a Szovjetunióban az 1940-es évek végétől gyártott kiképző és gyakorló repülőgép. Kínában licenc alapján CJ–5 jelzéssel gyártották. Nagy mennyiségben alkalmazták katonai kiképző és gyakorló repülőgépként, emellett a sportrepülőklubok és a polgári légi forgalom is alkalmazta. Magyarországon Fürj néven állt hadrendben.

## Története
A repülőgépet az alapfokú motoros pilótaképzés igényeinek megfelelően a Jakovlev-tervezőirodában (OKB–115) fejlesztették ki a szintén Jakolvel-tervezésű UT–2  és a Polikarpov U–2 leváltására. A fejlesztés alapjául is az UT–2 szolgált. Annak 1944-ben elkészült modernizált változatán, a Jak–18-ra már a külső megjelenésében is hasonlító kísérleti UT–2L-en jelentek meg azok a konstrukciós változtatások (behúzható futómű, változtatható állásszögű légcsavar, zárt pilótakabin), melyek az új típust is jellemezték, de a függőleges vezérsík a sorozatgyártású UT–2M-től származik.
A tervezőmunka irányításával Jakovlev 1945. december 10-én bízta meg Sz. V.  Szinyelscsikovot, aki a típus főkonstruktőre lett. A gép kifejlesztésére a  tervezőiroda 1946. február 26. kapott megbízást a szovjet kormánytól, 1946. március 27-én pedig a Repülőgépipari Minisztérium adott ki utasítást a repülőgép megvalósítására. Ebben meghatározták a műszaki követelményeket. E szerint a repülőgépnek 260 km/h maximális sebességet kell elérnie földközelben, leszálló sebessége 75 km/h, 1000 m-re 3,5 perc alatt kell felemelkednie, szolgálati csúcsmagasságát pedig 5500 m-ben határozták meg. Fontos cél volt az egyszerű szerkezet és a könnyű karbantarthatóság.
A repülőgéphez a második világháborúban a könnyű repülőgépek alapvető motorjának számító Svecov M–11 növelt teljesítményű változatát választották. 1946-ban két prototípus készült el. A egyikbe (Jak–18–1) M–11FM motort és VIS–AV–22 légcsavart, a másikba (Jak–18–2) M–11FR–1 motort és V–112A/12 légcsavart építettek. Az első prototípus 1946. május 6-án hajtotta végre az első felszállását, majd röviddel ezután, május 17-én a második prototípus is a levegőbe emelkedett.
A típust eredetileg két változatban tervezték gyártani. Az első prototípust műrepülő változatnak szánták, míg a második prototípus készült kiképző-gyakorló változatként.
A gyári berepülések az első géppel május 29-ig, a második géppel június 6-ig tartottak. A második prototípussal június és szeptember között folytatták a légierő berepülési programját. Ennek során problémák adódtak a V–112A/12 légcsavarral, ezért az a VIS–327EV–149 típusra cserélték.

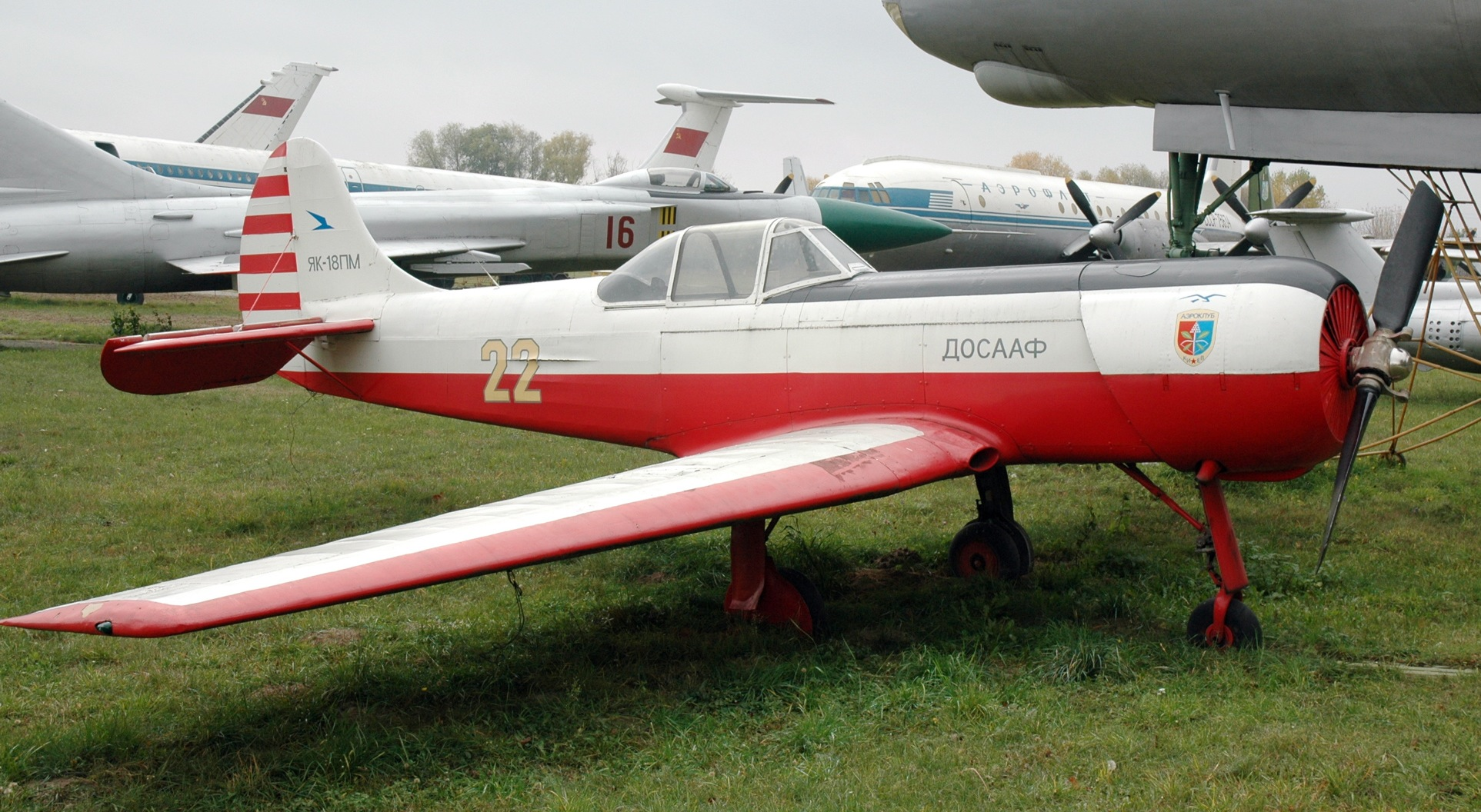
A Jak–18PM műrepülő változat. A képen látható példányt a DOSZAAF kijevi repülőklubja használta

A berepülések során felmerült problémák kiküszöbölése után, 1946 novemberében hagyták jóvá a típust és döntöttek a sorozatgyártásról, a hadsereg pedig 1948. március 21-én hagyta jóvá a kiképző-gyakorló változat rendszeresítését. A műrepülő változatot ugyanakkor a hadsereg nem támogatta a rádióberendezés hiánya és a kicsi üzemanyag-tartalék miatt.
A sorozatgyártás 1947. március 21-én indult el, párhuzamosan három gyárban: a 272. sz. leningrádi repülőgépgyárban, a 135. sz. harkovi repülőgépgyárban, valamint a 116. sz. szemjonovkai (később: Arszenyjev) repülőgépgyárban. A gyártási tervdokumentációk, a gyártósablonok késése miatt a gyártás csak vontatottan indult. A leningrádi és a szemjonovkai gyárakban a tervezetthez képest kevesebb gépet építettek rosszabb minőségben. A leningrádi gyártást az is hátráltatta, hogy ott indult el a Jak–11 gyártása is. 1949-ben a legjobb minőséget produkáló harkovi repülőgépgyár lett a sorozatgyártás vezető üzeme, ahol abban az évben már 278 darabot építettek a típusból.  A szemjonovkai 116-os gyárban a korábbi faépítésű technológiáról (ott készült korábban a faépítésű UT–2) a fémépítésű technológiára történő átállás okozott nehézséget. A 116-os gyár így 1948-ban a tervezett 175 gép helyett mindössze 26 db-ot épített, a következő évben azonban már túl is lépte a tervezett évi 250 db-os mennyiséget. 1950-től pedig már csak a szemjonovkai 116-os gyár maradt az egyetlen gyártóbázis, a másik két gyár más típusokra állt át (a harkovi gyár pl. 1950-től a MiG–15UTI gépet készítette).
1952-től néhány évig Rubik Ernő államosított Aero-Ever repülőgépgyára, a Sportárutermelő Nemzeti Vállalat is gyártotta Esztergomban kis mennyiségben.

## Alkalmazása

### Magyarországi alkalmazása
Magyarországon két kiállított múzeumi példánya ismert. Az egyik, HA-FAA lajstromjelű gép a bezárt Magyar Műszaki és Közlekedési Múzeum Repüléstörténeti és Űrhajózási Kiállításának a gyűjteményében volt megtalálható, míg egy további Jak–18-as a RepTár Szolnoki Repülőmúzeumban van kiállítva.

## Típusváltozatok
- Jak–18U – Tricikli elrendezésű (orrfutós) futóművel ellátott prototípus 1954-ből. Sorozatban nem gyártották.
- Jak–18A – Megerősített, növelt szárnyfesztávolságú változat, erősebb, 194 kW (260 LE) maximális teljesítményű Ivcsenko AI–14R motorral felszerelve. Megnövelték az üzemanyagtartályok kapacitását, módosították a vezérsíkokat. 1957-től gyártották nagy mennyiségben.
- Jak–18P  – Egyszemélyes, műrepülő változat, melyet 1959-től gyártottak. (P – pilotazsnij, magyarul: műrepülő)
- Jak–18PM – 1965-től gyártott műrepülő változat 300 LE maximális teljesítményű AI–14RF motorral felszerelve. 1965 decemberében repült először. Javítottak a gép manőverezőképességén is a műrepülés követelményeinek megfelelően. 30 darabot gyártottak belőle. A típussal a szovjet műrepülő válogatott első helyezést ért el az 1966-os moszkvai IV. Motoros Műrepülő Világbajnokságon.
- Jak–18PSZ – A Jak–18PM-hez hasonló műrepülő változat. Futóműve hárompontos elrendezésű, behúzható. 1969-től gyártották.

## Műszaki adatok (Jak–18A)

### Geometriai méretek és tömegadatok
- Hossz: 8,18 m
- Fesztáv: 10,6 m
- Magasság:
- Szárnyfelület: 17,8 m²
- Üres tömeg: 1025 kg
- Legnagyobb felszálló tömeg: 1316 kg

### Motor
- Száma: 1 db
- Típus: AI–14R
- Maximális teljesítmény: 260 LE

### Repülési jellemzők
- Legnagyobb sebesség: 263 km/h
- Utazósebesség: 215 km/h
- Hatótávolság: 725 km
- Legnagyobb repülési magasság: 5000 m

## Lásd még

### Kapcsolódó fejlesztések
- Jak–18T

### Hasonló repülőgépek
- Zlín Z–26 Trenér
- LWD Junak
- De Havilland DHC–1 Chipmunk
- Percival Prentice
- Ryan Navion

## Külső hivatkozások
- A Jak–18 az Ugolok nyeba (airwar.ru) repülő-enciklopédia oldalán (oroszul)
- Fényképek a Magyar Néphadseregben használt Jak–18-asokról a Repülőmúzeum.hu oldalán